# Loyobohor
Loyobohor is een bestuurslaag in het regentschap Lembata van de provincie Oost-Nusa Tenggara, Indonesië. Loyobohor telt 1054 inwoners (volkstelling 2010).